# ملعب الناصرية
ملعب الناصرية أو ملعب ذي قار هو ملعب كرة قدم قيد الانشاء يقع في محافظة ذي قار جنوب العراق، يتسع لـ 30,000 متفرج.

## التاريخ
في عام 2021 سحب العمل من شركة سارل اور الفرنسية المنفذة للمشروع بسبب التلكؤء والفساد الاداري.
في 16 تشرين الأول 2023 وقع عقد مع شركة اورجو كرب التركية التابعة لشركة عبد الله عويز الجبوري للمقاولات الانشائية، لإكمال المتبقي من المشروع بكلفة 60 مليار دينار عراقي، وبمدة إنجاز تبلغ سنتين.